# Кубок Казахстану з футболу 1998—1999
Кубок Казахстану з футболу 1998—1999 — 7-й розіграш кубкового футбольного турніру в Казахстані. Переможцем вперше став Кайсар-Харрікейн.

## Календар
| Раунд        | Дата                       | Матчі | Клуби  |
| ------------ | -------------------------- | ----- | ------ |
| Перший раунд | 6 травня - 15 червня 1998  | 12    | 14 → 8 |
| 1/4 фіналу   | 28 травня - 22 жовтня 1998 | 8     | 8 → 4  |
| 1/2 фіналу   | 4 травня - 6 липня 1999    | 4     | 4 → 2  |
| Фінал        | 16 липня 1999              | 1     | 2 → 1  |

## Перший раунд
| Команда 1               | Заг. | Команда 2        | 1-й матч | 2-й матч |
| ----------------------- | ---- | ---------------- | -------- | -------- |
| 6/28 травня 1998        |      |                  |          |          |
| Іртиш                   | 6:2  | Жигер            | 4:1      | 2:1      |
| 8 травня/15 липня 1998  |      |                  |          |          |
| Батир                   | 4:3  | Тараз            | 3:1      | 1:2      |
| 26 травня/15 липня 1998 |      |                  |          |          |
| Хімік                   | 3:4  | Кайсар-Харрікейн | 2:1      | 1:3      |
| 28 травня/15 липня 1998 |      |                  |          |          |
| Наша Кампанія           | 0:7  | Єлимай           | 0:1      | 0:6      |
| Шахтар Іспат-Кармет     | 3:2  | Булат            | 1:0      | 2:2      |
| ЦСКА-Кайрат             | 5:1  | Астана           | 4:0      | 1:1      |

## 1/4 фіналу
| Команда 1               | Заг. | Команда 2           | 1-й матч | 2-й матч |
| ----------------------- | ---- | ------------------- | -------- | -------- |
| 28 травня/24 липня 1998 |      |                     |          |          |
| Нарин                   | 0:8  | Восток              | 0:1      | 0:7      |
| 26 липня/9 серпня 1998  |      |                     |          |          |
| Єлимай                  | 2:6  | Кайсар-Харрікейн    | 1:2      | 1:4      |
| 29 липня/9 жовтня 1998  |      |                     |          |          |
| Батир                   | 2:1  | Шахтар Іспат-Кармет | 1:1      | 1:0      |
| 29 липня/22 жовтня 1998 |      |                     |          |          |
| Іртиш                   | 1:4  | ЦСКА-Кайрат         | 1:1      | 0:3      |

## 1/2 фіналу
| Команда 1             | Заг. | Команда 2    | 1-й матч | 2-й матч |
| --------------------- | ---- | ------------ | -------- | -------- |
| 4 травня/6 липня 1999 |      |              |          |          |
| ЦСКА-Кайрат           | 1:4  | Восток Алтин | 0:1      | 1:3      |
| 6/17 червня 1999      |      |              |          |          |
| Кайсар-Харрікейн      | 7:1  | Батир        | 3:1      | 4:0      |

## Фінал
| 16 липня 1999 |

| Кайсар-Харрікейн          | 1:1      | Восток Алтин                               |
| ------------------------- | -------- | ------------------------------------------ |
| Єсмуратов 80'             | Протокол | Антропов 82'                               |
|                           | Пенальті |                                            |
| Кицак · Скляров · Ахмедов | 2:0      | Євтеєв · Філімонов · Афельченко · Синючков |

| Центральний стадіон, Алмати Глядачів: 2 500 Арбітр: Олександр Кулаков |